# Ernest Prévost
Pour les articles homonymes, voir Prévost.
Ernest Prévost est un poète français né le 2 janvier 1872 à Beaumont-du-Gâtinais et mort le 8 août 1952 à Paris 6e.

## Biographie
De sensibilité spiritualiste, il est le fondateur en 1898 de la Revue des poètes (1898-1939).
Il fut président de la Société des poètes français de 1939 à 1946.
Il signait parfois du pseudonyme de René Daur.

## Œuvres
- Le Livre Épique, anthologie des poèmes de la Grande Guerre, Chapelot, 1920, avec Charles Dormier
- Le Livre de l'immortelle amie, 1924
- L'Âme inclinée, 2e édition augmentée du poème l'Armistice, 1926
- L'Hosanna des quatre saisons, poèmes, Jouve, 1935
- L'Armistice, poèmes, Jouve, 1922
- Poèmes de Tendresse, Jouve, 1943
- La Douceur Infinie, Jouve, 1944

## Distinctions
- De l'Académie française[4].
  - 1922 : prix Archon-Despérouses pour L’âme inclinée.
  - 1924 : prix Saint-Cricq-Theis pour Le livre de l’immortelle amie.
  - 1935 : prix Caroline Jouffroy-Renault pour L’Hosanna des quatre saisons.
  - 1943 : prix d'Académie.